# Puya vallenata
La puya vallenata es, junto al paseo, el merengue y el son, uno de los cuatro ritmos del vallenato, siendo, dentro del mismo, el aire musical más rápido y difícil. En cuanto a su origen, se reconoce como uno de los aires más antiguos, y su invención se considera un gran logro para las gaitas indígenas, quienes buscaban imitar el canto veloz de los pájaros. Al momento de bailarse, se hacía en fila, y cada persona imitaba "puyar" o picar a quien tuviese al frente con los dedos, derivando de aquí el nombre "puya". Originalmente llegó a ser meramente instrumental, hasta que posteriormente se empezarían a incorporar letras a las composiciones. En las canciones de este ritmo vallenato destacan instrumentos como el acordeón, la caja vallenata y la guacharaca.

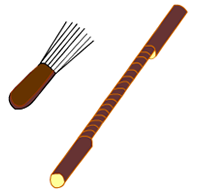
Guacharaca
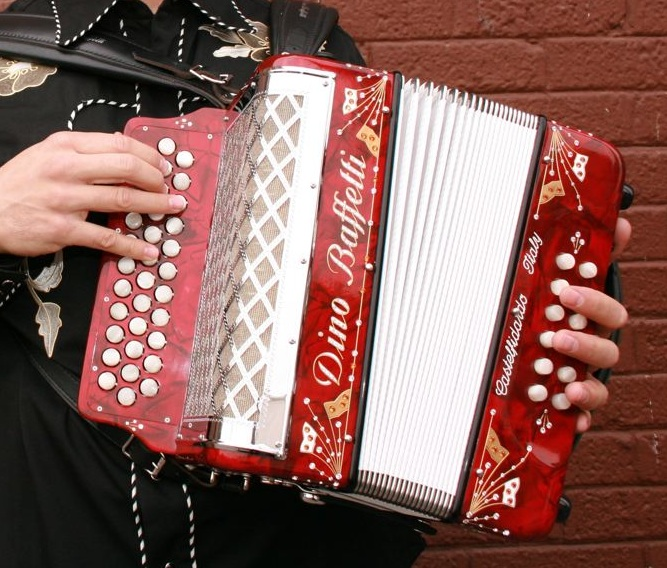
Acordeón
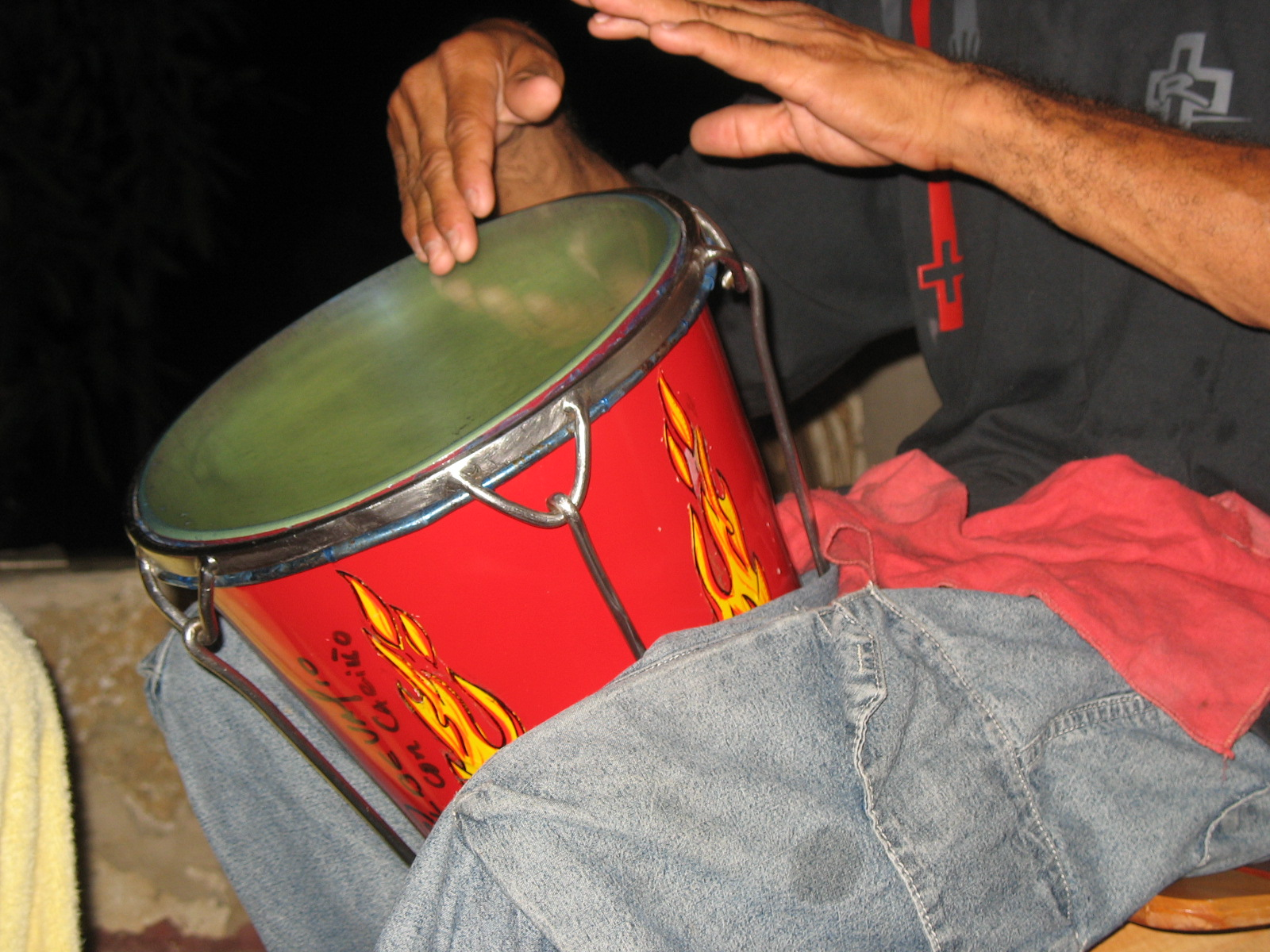
Caja Vallenata

La puya representa uno de los ritmos más alegres dentro del vallenato. Se desarrolló en un marco rural, por esto mismo la fauna y la flora se encuentran presente en la letra de muchas canciones. Justamente destaca como una de sus piezas más famosas y representativas la canción "la fiesta de los pájaros". Sin embargo, en la actualidad, es uno de los aires que menos se graba y se escucha.